# Institut supérieur d'informatique de Mahdia
Pour les articles homonymes, voir ISIMA.
L'Institut supérieur d'informatique de Mahdia (arabe : المعهد العالي للإعلامية بالمهدية) ou ISIMa est un établissement universitaire tunisien relevant de l'université de Monastir. Créé par le décret n°2004-1391 du 22 juin 2004, il est situé dans la ville côtière de Mahdia.
À sa création, l'institut fournit une formation universitaire de premier cycle en informatique et réseaux informatiques d'une durée de trois ans. L'établissement se dote en 2011 de trois départements officiels : physique, mathématiques et informatique.
En 2015, l'institut lance une formation universitaire de deuxième cycle en informatique d'une durée de deux ans qui disparaît en 2018. Deux autres masters professionnels, en technologies de science des données et en génie informatique, sont lancés.

## Diplômes
L'institut fournit six parcours en licences en informatique (premier cycle, durée de trois ans) et deux masters professionnels (deuxième cycle, durée de deux ans) :
- Licence en informatique en informatique[6]
  - Génie logiciel et systèmes d'information
  - Informatique et multimédia
- Licence en informatique en génie informatique[7]
  - Ingénierie des réseaux et systèmes
  - Systèmes embarqués et Internet des objets
- Licence en informatique en business computing[8]
  - Informatique décisionnelle
  - e-business
- Master professionnel en technologies de sciences des données[4]
- Master professionnel en génie informatique (expert réseaux)[5]

## Locaux
Les cours sont initialement assurés à cheval entre l'Institut supérieur des arts et métiers de Mahdia (ISAM) et l'Institut supérieur des études technologiques de Mahdia, l'administration étant hébergée à l'ISAM.
En 2013 et en attendant la construction du local officiel, l'université de Monastir loue pour l'établissement un bâtiment situé à Hiboun. Les cours sont assurés dans ce local depuis janvier 2014. Vu les difficultés de locaux que rencontre l'établissement, le nombre d'étudiants passe de 1 143 étudiants à la rentrée 2011 à 979 à la rentrée 2012 puis à 641 à la rentrée 2013. Au début du mois de mars 2016, les travaux de construction du local officiel, d'une superficie de 6 420 m2, débutent.
À la rentrée 2017, l'établissement déménage encore à la faculté des sciences économiques et de gestion de Mahdia. Le local officiel, inauguré le 14 décembre de la même année, n'entre en exploitation qu'en mai 2018 avec le déroulement des examens de fin d'année.

Photos du bâtiment officiel de l'ISIMa
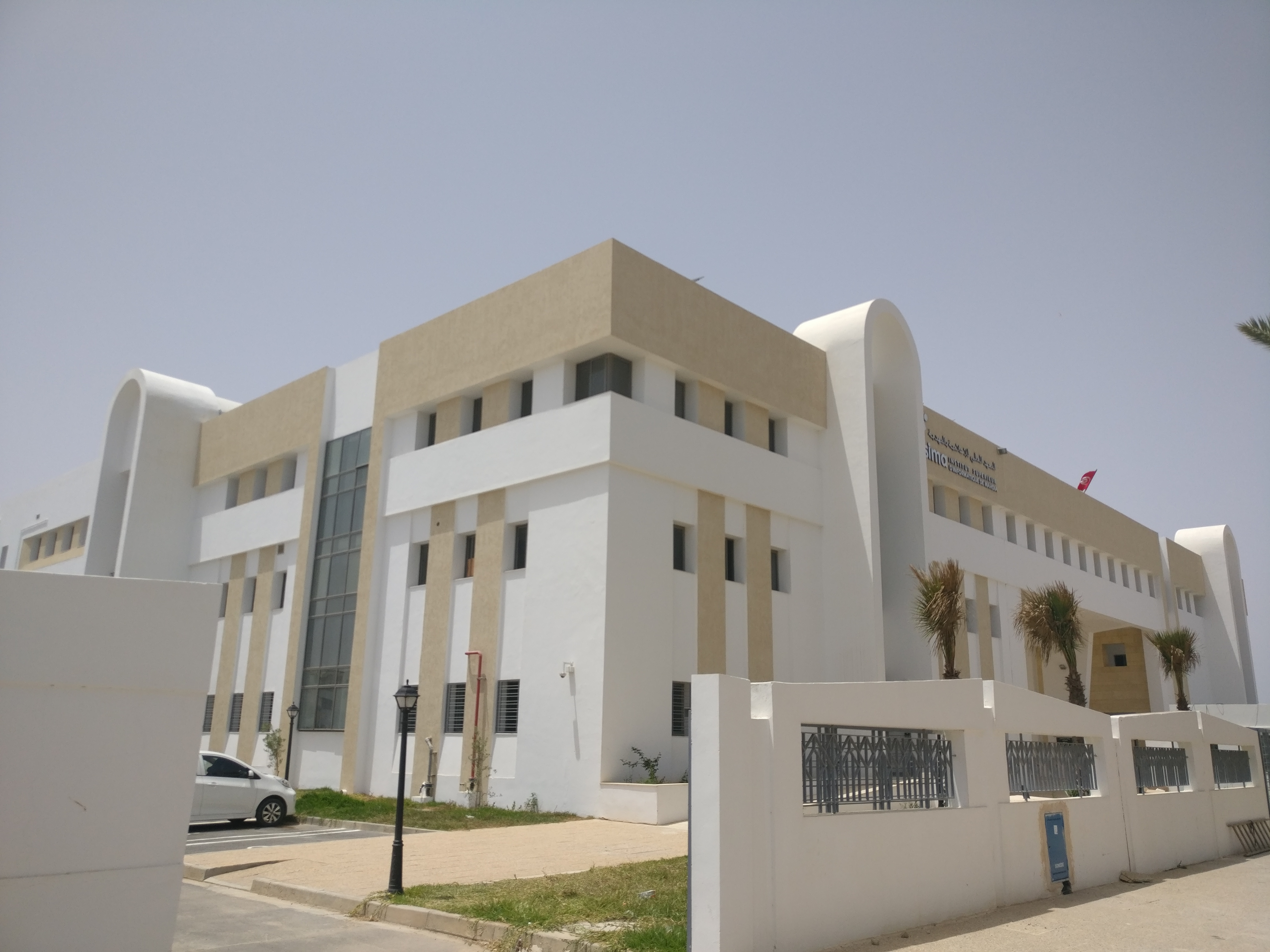
Vue extérieure.
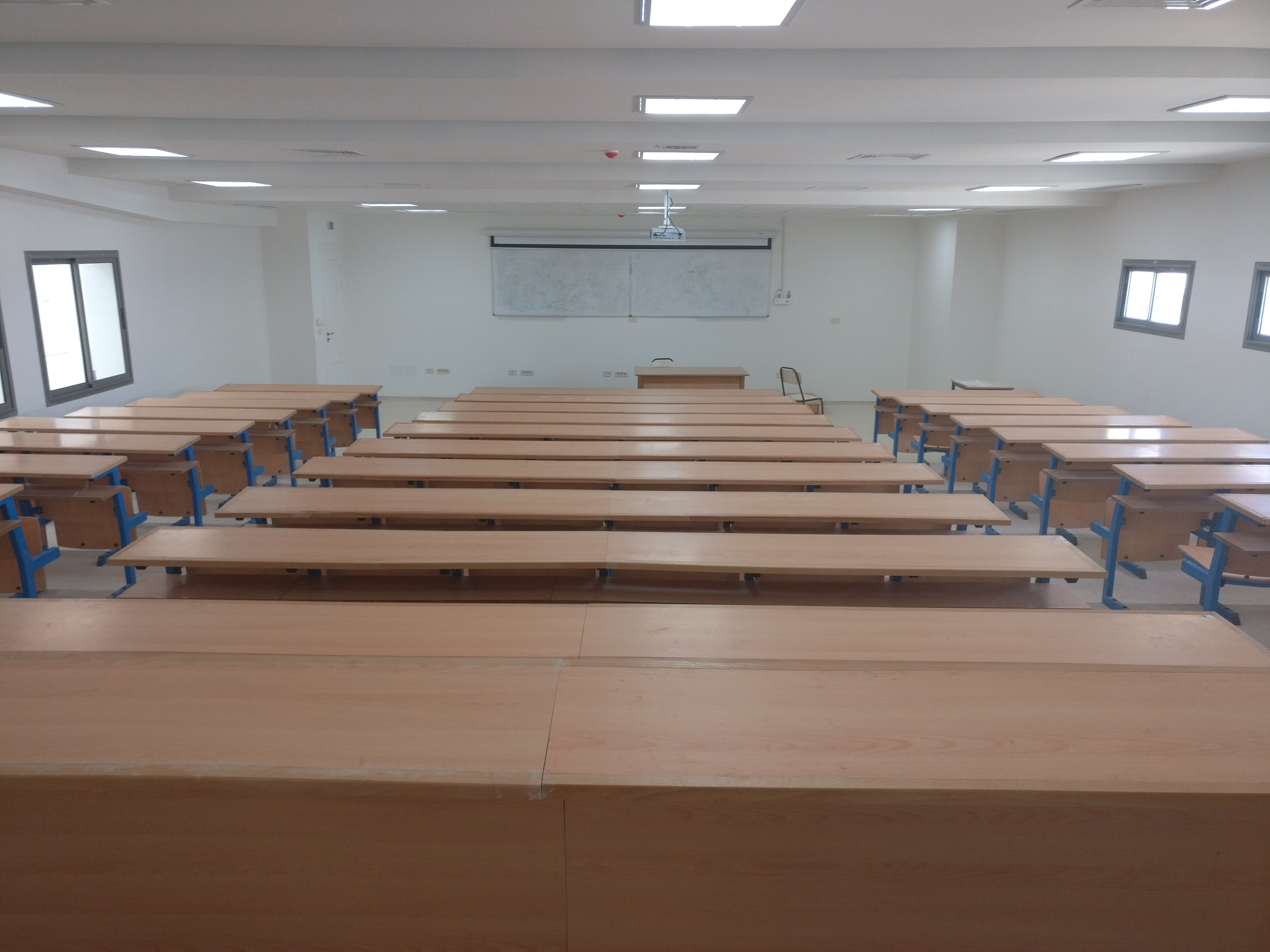
Mini-amphithéâtre.
Vue panoramique à l'entrée.

## Identité visuelle

Logo de 2006 à 2012.
Logo depuis 2012.